# George van Helvoirt
Adrianus Petrus (George) van Helvoirt (Tilburg, 2 juli 1913 - Hilversum, 28 juni 1963) was een Nederlands jazztrompettist.
Hij was zoon van Cornelia Elisabeth Mertens en Norbertus van Helvoirt. Hijzelf was sinds 1937 getrouwd met Hendrika Catharina Brand (1913-2008).
Van Helvoirt was vanaf 1934 jarenlang trompettist bij The Ramblers. Na de Tweede Wereldoorlog had hij een eigen ensemble; hij speelde zijn eigen programma Sphere and rhythme vol. In de jaren vijftig was hij trompettist bij het Metropole Orkest. Met Metropole-collega Sem Nijveen, accordeonist Johnny Holshuijsen en contrabassist Tony Verhulst vormde hij het Nijveenkwartet; Helvoirt speelde daarin drums.
Voor het echtpaar werd een gedenkplaat geplaatst op Den en Rust in Bilthoven.